# Edvin Hellgren
Erik Edvin Hellgren, född 11 maj 1888 i Hammarby, död 25 februari 1919 i Gustav Vasa församling i Stockholm, var en svensk terränglöpare som tävlade för Djurgårdens IF.
Vid OS i Stockholm 1912 deltog han i terrängloppet men utgick.